# Olivenza (Gerichtsbezirk)
Der Gerichtsbezirk Olivenza ist einer der 14 Gerichtsbezirke in der Provinz Badajoz.
Der Bezirk umfasst 9 Gemeinden auf einer Fläche von 1.430,59 km² mit dem Hauptquartier in Olivenza.

## Gemeinden
| Gemeinde                | Einwohner (2024) | Fläche km² | Dichte Einw./km² | Cod INE | Postleitzahl     |
| ----------------------- | ---------------- | ---------- | ---------------- | ------- | ---------------- |
| Alconchel               | 1.626            | 294,95     | 6                | 06007   | 06131            |
| Almendral               | 1.197            | 67,50      | 18               | 06010   | 06171            |
| Cheles                  | 1.177            | 47,94      | 25               | 06042   | 06105            |
| Higuera de Vargas       | 1.856            | 67,60      | 27               | 06066   | 06132            |
| Olivenza                | 11.742           | 430,14     | 27               | 06095   | 06100, 6106–6109 |
| Táliga                  | 660              | 31,31      | 21               | 06129   | 06133            |
| Torre de Miguel Sesmero | 1.241            | 57,99      | 21               | 06131   | 06172            |
| Valverde de Leganés     | 4.218            | 72,98      | 58               | 06143   | 06130            |
| Villanueva del Fresno   | 3.274            | 360,18     | 9                | 06154   | 06110            |
| Gerichtsbezirk Olivenza | 26.991           | 1.430,59   | 19               | –       | –                |